# Pyrrhulina stoli
Pyrrhulina stoli är en fiskart som beskrevs av Boeseman, 1953. Pyrrhulina stoli ingår i släktet Pyrrhulina och familjen Lebiasinidae. Inga underarter finns listade i Catalogue of Life.